# خضر الماي
خضر الماء أو خضر الماي هي منطقة مساحتها 103560 دونماً في جنوب قضاء سفوان في محافظة البصرة في صحراء الدبدبة بالبادية العراقية جنوب جمهورية العراق، وهي مقاطعة متاخمة للحدود الغربية لدولة الكويت، ومتاخمة للحدود الشمالية الشرقية للمملكة العربية السعودية، ومجاورة للحدود الشرقية من ناحية بصية من محافظة المثنى جنوب العراق، المسافة بين خضر الماء ومدينة البصرة 200 كيلومتر، خضر الماي مقاطعة رقمها 5، إحدى مقاطعات قضاء سفوان، وفيها حقل خضر الماي النفطي، حتى سنة 2019 كانت الأراضي الصالحة للزراعة في خضر الماي 32300 دونم، وفي 8 آذار سنة 2019 ذُكر أن في خضر الماي موقع طُمرت فيه مخلفات عسكرية وسكراب ملوث من بقايا الحروب. خضر الماي أرض مَكمأة. كانت خضر الماء تابعة لمحافظة البادية الجنوبية العراقية ثم ألحقت بقضاء الزبير ضمن ناحية سفوان، ثم استحدث قضاء سفوان المشتمل على مقاطعة خضر الماء.

## حقول خضر الماء النفطية
- حقل راجي.
- حقل جريشان.
- حقل خضر الماي.[9]

## آبار الماء
- 1- حسيّان خضر الماء: بينهن وبين غربيّ الباطن 20 إلى 30 كيلومتراً، وهنالك مركز لشرطة الكمارك.
- 2- حسيّان عذيبة والرحيل: بينهن وبين بصية 100 كيلومتر.[10]
- 3- حُفر بئر ارتوازي عراقي سنة 1950م عند مخفر الشرطة.[11]

ذكر مكي الجميل في كتابه (البدو والقبائل الرحالة في العراق) المنشور سنة 1956م مناطق الآبار عشيرة الضفير وقال "فرقة السعيد ولهم الرافعية وخضر الماء".

### عمل الأهالي
قالت جريدة المنار في 2 أيار سنة 1956 "كان أصحاب الأغنام في منطقة خضر الماء يسقون أغنامهم في موسم الكلاء في البادية الجنوبية من المياه التي تُجلب بواسطة السيارات هناك وبما أن هذه الطريقة تكلف مالاً طائلاً لا يتحمله أصحاب الأغنام أو الرعاة منهم فقد تكرم بعض المعنيين بالأمر من أهالي الزبير وزوّدوا المنطقة بماكنة للماء الأمر الذي حفظ للرعاة مبالغهم ومصروفاتهم وقد علمنا أن هذه الماكنة تعطّلت عن العمل وعادة أزمة الماء كالسابق وأصبح أصحاب الأغنام يعانون من انقطاع المياه مرة أخرى" ثم قالت بعد خمسة أيام "علمنا أن عدداً من المكائن قد تم نصبها هناك من قبل المجلس الإداري ومديرية ناحية الزبير وقسم من أهالي الزبير وبما أن هذه المناطق مزدحمة بالأعراب الذين يقصدونها للسقي، فعليه طالب لفيف من سكان الزبير بنصب عدد آخر من المكائن في الآبار الكثيرة الموجودة هناك تسهيلاً لمهمة الرعاة وتخفيفاً للازدحام الذي يشتد في مثل هذه المواسم على آبار خضر الماء وهو أمر مهم جداً".
وقال حينئذٍ مكي آل جميل "وإلى جانب حرفة الرعي التي يحترفها أولئك البدو فإن بعضهم يقومون أحياناً بالتهريب أو يكتفون بحمل البضائع المهربة وكثيراً ما سمعنا عن قوافل من الجمال ألقي القبض عليها وهي تحمل المهربات في تلك المناطق".